# Linkpopularität
Die Linkpopularität ist ein Maßstab für die Anzahl und Qualität von Hyperlinks, die auf eine Webseite weisen. Je häufiger eine Seite verlinkt wird, desto höher ist die Linkpopularität dieser Seite. Die Linkpopularität wird von Suchmaschinen zur Bewertung von Webseiten beim Suchmaschinenranking verwendet und spielt deshalb bei der Suchmaschinenoptimierung eine wichtige Rolle.
Die Linkpopularität ist nicht wohldefiniert und bezeichnet kein spezielles Berechnungsverfahren. Im einfachsten Fall wird die Linkpopularität nur anhand der Anzahl der Rückverweise gemessen. Eine weitere einfache Möglichkeit zur Berechnung ist, nur die Anzahl der Rückverweise von unterschiedlichen Domains oder IP-Adressen zu zählen. Der PageRank ist ein weiteres, spezielles Verfahren, um Linkpopularität festzulegen. Hier wird ein numerischer Wert für jedes Dokument bzw. jede Webseite berechnet. Beim PageRank wird nicht nur die Anzahl, sondern auch die Qualität der Rückverweise berücksichtigt.
Eine Vererbung der Linkpopularität auf verlinkte Webseiten kann mit der nofollow-Anweisung verhindert werden. Das Disavow-Tool von Google bietet ebenfalls eine Möglichkeit Links zu entwerten.
Die Linkpopularität steht im Gegensatz zur Click Popularity, die anstatt der verlinkten Webseiten nur vom Besucher getätigte Klicks zur Bewertung heranzieht.